# Sylke Hummanik
Sylke Hummanik (ur. 7 lutego 1968) – niemiecka biathlonistka reprezentująca RFN. W Pucharze Świata zadebiutowała 17 grudnia 1992 roku w Pokljuce, gdzie zajęła 39. miejsce w biegu indywidualnym. Pierwsze punkty (do sezonu 1997/1998 punktowało 25 najlepszych zawodniczek) zdobyła 21 stycznia 1988 roku w Anterselvie, zajmując 19. miejsce w tej samej konkurencji. Nigdy nie stanęła na podium w zawodach indywidualnych, jednak 24 stycznia 1993 roku w Anterselvie wspólnie z Uschi Disl, Antje Misersky, Petrą Schaaf zwyciężyła w sztafecie. Najlepsze wyniki osiągnęła w sezonie 1992/1993, kiedy zajęła 39. miejsce w klasyfikacji generalnej. W 1993 roku wystąpiła na mistrzostwach świata w Borowcu, gdzie zajęła ósme miejsce w biegu drużynowym, 72. miejsce w sprincie i czwarte miejsce w sztafecie. Nigdy nie startowała na igrzyskach olimpijskich.

## Osiągnięcia

### Mistrzostwa świata
| Rok  | Miejscowość | Konkurencje | Konkurencje | Konkurencje | Konkurencje | Konkurencje | Konkurencje | Konkurencje |
| Rok  | Miejscowość | IN          | SP          | PU          | MS          | RL          | MR          | SR          |
| ---- | ----------- | ----------- | ----------- | ----------- | ----------- | ----------- | ----------- | ----------- |
| 1993 | Borowec     | –           | 72.         | nd.         | nd.         | 4.          | nd.         | –           |

### Puchar Świata

#### Miejsca w klasyfikacji generalnej
| Sezon     | Miejsce |
| --------- | ------- |
| 1992/1993 | 39.     |
| 1993/1994 | -       |

#### Miejsca na podium chronologicznie
Hummanik nigdy nie stanęła na podium indywidualnych zawodów PŚ.